# Boniface Oluoch
Boniface Oluoch Otieno (sinh ngày 22 tháng 12 năm 1986) là một cầu thủ bóng đá người Kenya thi đấu cho Gor Mahia, ở vị trí thủ môn.

## Sự nghiệp
Sinh ra ở Nairobi, Oluoch từng thi đấu bóng đá cho Tusker và Gor Mahia.
Anh ra mắt quốc tế cho Kenya năm 2010.